# Palaeorhiza moluccensis
Palaeorhiza moluccensis là một loài Hymenoptera trong họ Colletidae. Loài này được Hirashima & Lieftinck mô tả khoa học năm 1982.